# Chapelle de l'Annonciation de Tende
Ne doit pas être confondu avec Chapelle de l'Annonciade de Tende.
La chapelle de l'Annonciation, ancienne chapelle des Pénitents blancs, est une chapelle catholique située à Tende, en France.

## Localisation
La chapelle est située dans le département français des Alpes-Maritimes, à Tende, située rue Cotta, à côté de la collégiale Notre-Dame-de-l'Assomption.

## Historique

### La confrérie des Pénitents blancs
La confrérie a été fondée vers le milieu du XVe siècle. La confrérie gère un « Mont Frumentaire » qui a été créé dès sa fondation et lui permettant de distribuer au printemps des semences aux paysans dans la nécessité avec un remboursement dépourvu d’intérêts.
Les statuts ont été remaniés en juillet 1948. La confrérie est administrée par un prieur assisté d’une prieuresse qui représente les pénitents de la confrérie.

### La chapelle de l'Annonciation
La chapelle de la Confrérie des Pénitents Blancs a été consacrée en 1621 (date figurant sur la porte de la sacristie) pour remplacer un ancien oratoire qui sert aujourd'hui de sacristie. Elle est dédiée à l'Annonciation et à l'Ascension du Seigneur. Elle a été embellie au XVIIIe siècle.
A l’intérieur, le maître-autel et le  retable polychrome à colonnes torses et cariatides avec au centre un tableau représentant l'Annonciation et, de part et d'autre, des tableaux sur le Massacre des Innocents et l'Ascension du Seigneur sont de style baroque. L'autel en bois polychrome occupe la totalité du mur de chevet et date  et date de 1672. de 1704.
Un clocher baroque à bulbe à tuiles vernissées surmonte l'édifice.
À côté de la chapelle, dans l'ancien oratoire, des peintures datant du XVe siècle ont été partiellement dégagées.
La chapelle conserve un orgue classé en 1971 à titre d'objet par les monuments historiques. Le buffet est celui de l'ancien orgue datant de 1672. La partie instrumentale date de 1807 et a été réalisée par les frères Serassi, facteurs d'orgue piémontais,,.
L'édifice est classé au titre des monuments historiques le 24 mars 1950.